# 防具
防具（ぼうぐ）とは、武器などによる攻撃や災害による人体へのダメージを防ぐ為に使われる道具。いわゆるヘルメット、鎧、楯などがこれにあたるが、広義には衣服なども含まれる。また、武器や盾には武器と防具の両方の機能を兼ね備えたものも存在する。

## 歴史
武器、兵器の発達と共にそれらの攻撃から身を守る防御手段が発達した。防具もその一つである。古くは木や布、動物の皮を用いて防具としていたが、冶金学の発達により金属の防具が生み出された。近代においても、化学技術の発達により、強化繊維や合成樹脂を用いた軽くて丈夫な防具も作られるようになった。

## 主な防具
鎧
主に胴体を保護する。日本では鉄を何重にも重ね合わせたものがあった。
兜
頭部を保護する。日本では特に江戸時代になると形が重要視され、いろいろな形があった。
籠手
手や腕を保護する厚手の手袋。中世の西洋製籠手は殴るように出来ている物がある。皮、金属製の物等がある。剣道などで用いられる。
靴
足元にある危険なものを防ぐもの。落下物に足をつぶされたり、釘を踏み抜かないよう防護する安全靴もある。しかし足裏が鉄板だと、不都合があるため、通常は足裏は装甲されていない。
グリーブ
金属製の靴。臑や股までを覆う物がある。
盾
手に持ったり地面に立てて相手の攻撃を防ぐ防具、攻撃の補助にも使われる。20世紀頃からは、ジュラルミンやポリカーボネート製の物が機動隊で使われている。
母衣
ヘルメット
肩当て、ショルダーガード
肩を保護する防具アメリカンフットボールなどで使用される。
肘当て、エルボーパッド
ローラースケートなどのスポーツ、SWATで使用される。転倒時・咄嗟に伏せた際の衝撃を和らげる効果を持つ。
膝当て、ニーパッド
ローラースケートなどのスポーツ、SWATで使用される。転倒時・咄嗟に伏せた際の衝撃を和らげる効果を持つ。
レガース（臑当て）、シンガード
サッカー、蹴りを使う格闘技の練習などで使用される。自分の攻撃による反動から脚を守るとともに、相手に与えるダメージを減らす効果もある。蹴りを多用して試合を組み立てるスタイルのプロレスラーのシンボルでもある。
ボクシンググローブ、オープンフィンガーグローブ
手にはめて格闘技の練習などで使用される手袋。相手の攻撃だけでなく、自分の攻撃による反動から拳を守るとともに、相手に与える外傷を減らす効果もある（ボクシンググローブの場合脳へのダメージは増加）。また、相手をつかむ動作のある格闘技では手の甲だけを覆って指を自由に動かせるようにしたオープンフィンガーグローブを使用する。
ヘッドギア
ゴールキーパーグローブ

## 耐熱用防具
- 防火服（英語版）（消防服）
- 防寒具
- 耐熱手袋

## その他
- 潜水服
- 宇宙服
- 化学防護服